# Pezuela de las Torres
Pezuela de las Torres ist ein Ort und eine zentralspanische Landgemeinde (municipio) mit 989 Einwohnern (Stand: 2024) im Osten der Autonomen Gemeinschaft Madrid im Übergang zur Autonomen Region Kastilien-La Mancha. Die Gemeinde gehört zur Kulturlandschaft der Alcarria.

## Lage und Klima
Der ca. 900 m hoch gelegene Ort Pezuela de las Torres liegt im Iberischen Hochland (meseta) südöstlich des Kastilischen Scheidegebirges. Die spanische Hauptstadt Madrid befindet sich knapp 45 km westlich. 
Das Klima im Winter ist gemäßigt, im Sommer dagegen warm bis heiß.

## Bevölkerungsentwicklung
| Jahr      | 1970 | 1981 | 1991 | 2001 | 2011 | 2021 |
| Einwohner | 641  | 516  | 462  | 491  | 842  | 927  |

Der im Osten der Region Madrid gelegene Ort hat – anders als viele Orte in der Umgebung – seinen Charakter als Landgemeinde mit stabiler Bevölkerung noch weitgehend behalten.

## Wirtschaft
Pezuela de las Torres war jahrhundertelang landwirtschaftlich geprägt; die Menschen lebten weitgehend als Selbstversorger von den Erträgen der umliegenden Felder und Hausgärten.

## Sehenswürdigkeiten
- Himmelfahrtskirche (Nuestra Señora de la Asunción) aus dem 16. Jahrhundert
- Kapelle Santa Ana
- Kapelle San Benito
- Kapelle La Soledad
- Rathaus

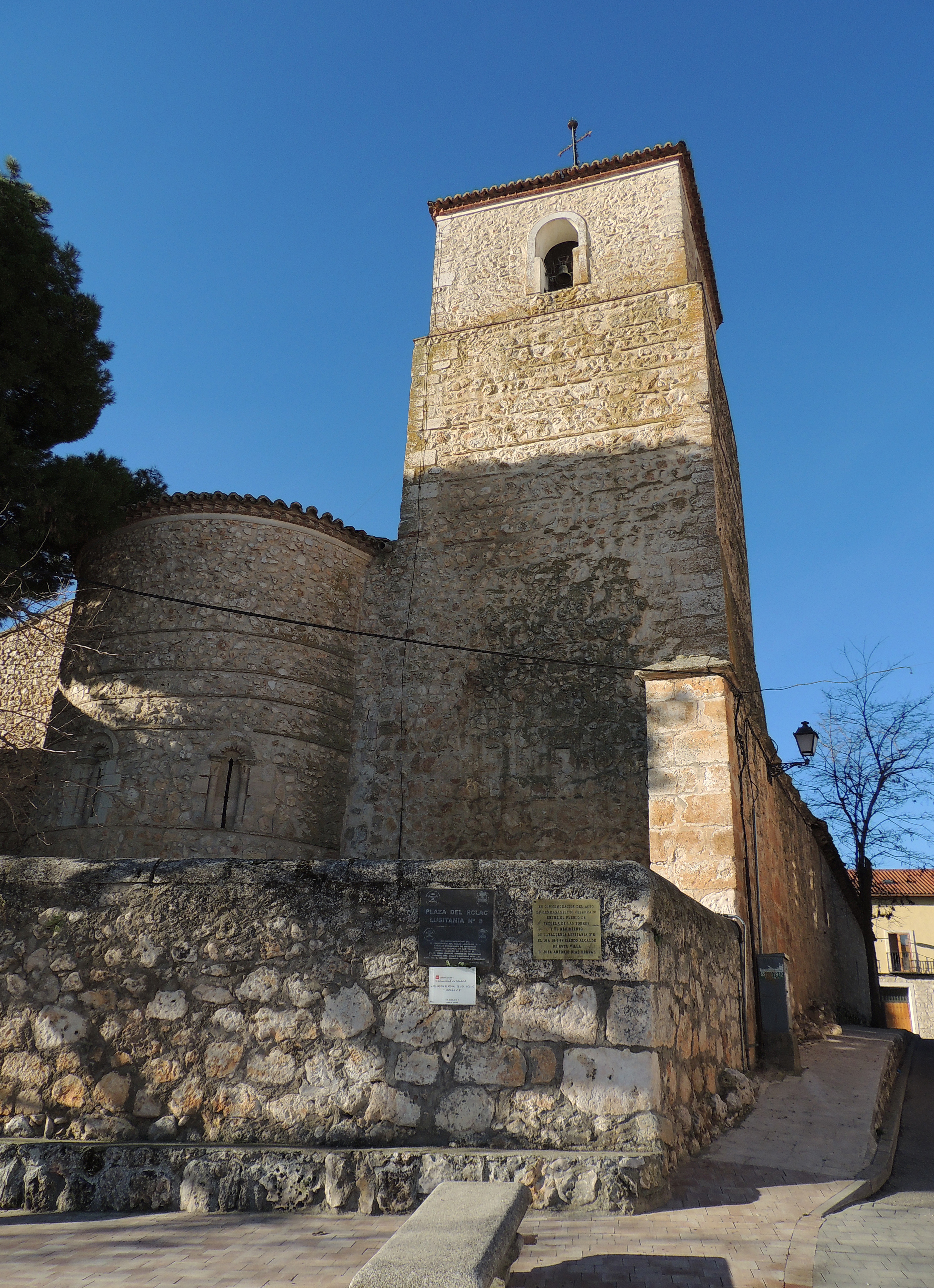
Himmelfahrtskirche
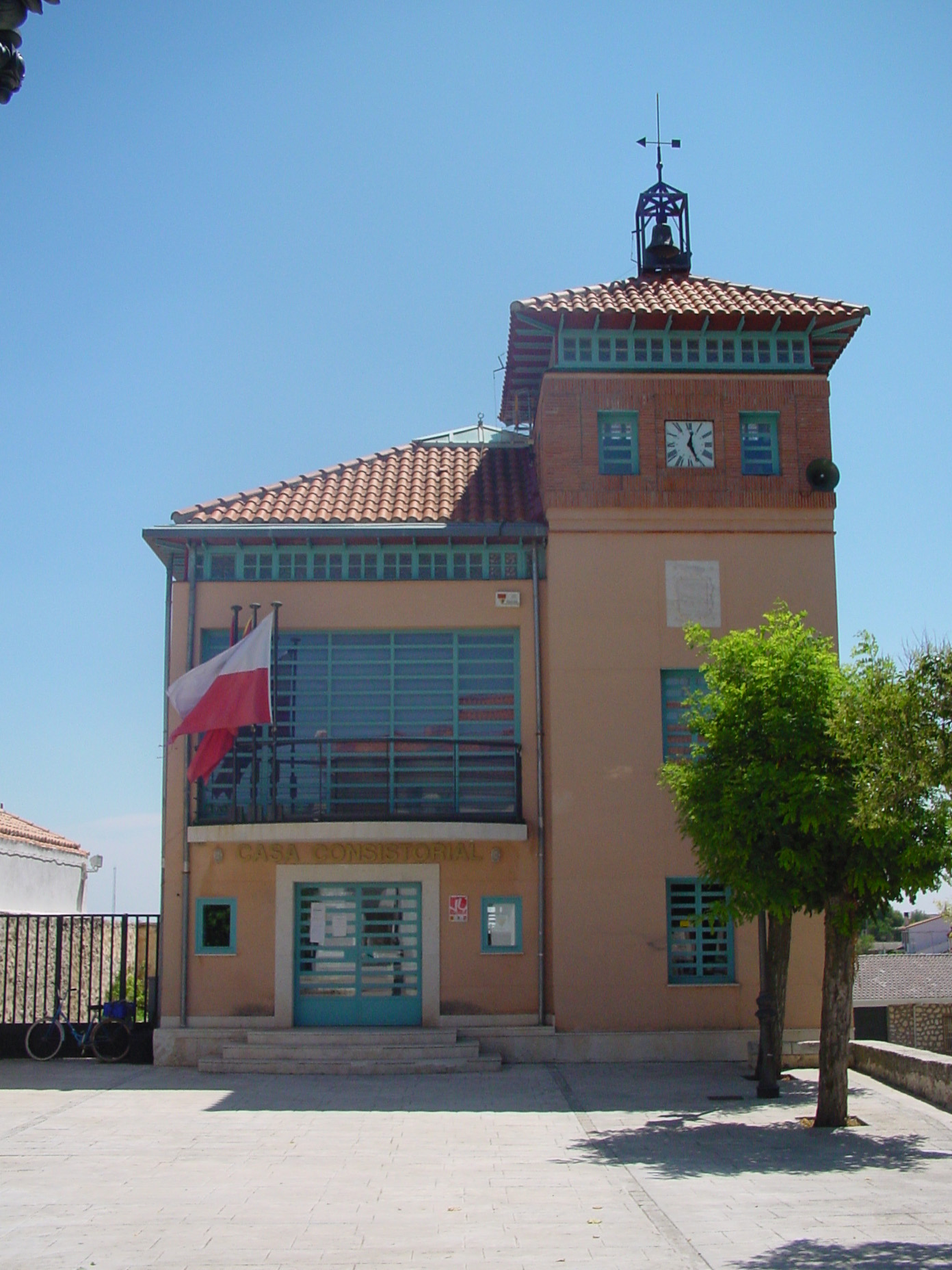
Rathaus